# Barquet
Barquet is een gemeente in het Franse departement Eure (regio Normandië) en telt 343 inwoners (2005). De plaats maakt deel uit van het arrondissement Bernay.

## Geografie
De oppervlakte van Barquet bedraagt 13,8 km², de bevolkingsdichtheid is 24,9 inwoners per km².
De onderstaande kaart toont de ligging van Barquet met de belangrijkste infrastructuur en aangrenzende gemeenten.

## Demografie
Onderstaande figuur toont het verloop van het inwonertal (bron: INSEE-tellingen).